# Paradoxa del coneixedor
La paradoxa del coneixedor pertany a la família de les paradoxes d’autoreferència (com la paradoxa del Mentider). Informalment, consisteix en considerar una oració que diu de si mateixa que no és coneguda, i d’aquest fet, derivar-ne, aparentment, la contradicció que l’oració no és coneguda i, alhora, sí que és coneguda.

## Història
Una versió d’aquesta paradoxa es pot trobar ja al capítol 9 dels Insolubilia de Thomas Bradwardine. En el marc de la discussió moderna, en lògica i filosofia, de les paradoxes d’autoreferència, la paradoxa s’ha redescobert  (i s’ha anomenat així) per part de David Kaplan i Richard Montague. La paradoxa té connexions amb altres paradoxes epistèmiques, com la paradoxa del botxí y la paradoxa de la cognoscibilitat.

## Formulació
La noció de coneixement sembla estar governada pel principi segons el qual el coneixement és fàctic:
(CF) Si l’oració ‘P’ és coneguda, aleshores P
(en el qual les cometes simples refereixen a l’expressió lingüística que apareix entre elles i ‘és coneguda’ és una abreviació de ‘és coneguda per part d’algú en algun moment’). També sembla estar governada pel principi segons el qual les demostracions produeixen coneixement:
(DC) Si l’oració ‘P’ s’ha demostrat, aleshores ‘P’ és coneguda
Tanmateix, considerem l’oració:
(C) (C) no és coneguda
Suposem, per reductio ad absurdum, que (C) és coneguda. Aleshores, per (CF), se segueix que (C) no és coneguda i, per tant, per reductio ad absurdum, podem concloure que (C) no és coneguda. Ara bé, aquesta conclusió, la qual és l’oració (C) mateixa, no depèn de cap suposició que no haguem descarregat i, així, ha estat demostrada. Per tant, per (DC), podem concloure que (C) és coneguda. Quan unim les dues conclusions obtenim la contradicció que (C) és tant no-coneguda com coneguda.

## Solucions
Donat que, segons el lema diagonal, qualsevol teoria que sigui suficientment forta ha d’acceptar quelcom similar a (C), l’única forma d’evitar l’absurditat consisteix o bé en rebutjar un dels dos principis del coneixement (CF) i (DC), o bé en rebutjar la lògica clàssica (la qual valida el raonament des de (CF) i (DC) fins a l’absurditat). El primer tipus d’estratègia es divideix en diverses alternatives. Una proposta d’aquest tipus s’inspira en la jerarquia de predicats de veritat familiar a partir dels treballs d’Alfred Tarski sobre la paradoxa del Mentider i construeix una jerarquia similar de predicats de coneixement. Una altra proposta del mateix tipus manté un únic predicat de coneixement però considera que la paradoxa posa en dubte la validesa sense restriccions de (DC) o, al menys, el coneixement de (CF). El segon tipus d’estratègies també es divideixen en diverses alternatives. Una proposta d’aquest tipus rebutja el principi del terç exclòs i, en conseqüència, reductio ad absurdum. Una altra proposta del mateix tipus manté reductio ad absurdum i accepta la conclusió que (C) és tant no-coneguda com coneguda i rebutja, així, el principi de no contradicció.